# سرخط
در رایانش، سرخط یا سرسطر به نویسه‌ای کنترلی گفته می‌شود که آغاز خط را مشخص می‌کند و با CR یا <CR> نشان داده می‌شود. مفهوم سرخط به نوخط بسیار نزدیک است، اما می‌توان به‌شکل مجزا دربارهٔ آن سخن گفت.